# 10661 Teutoburgerwald
10661 Teutoburgerwald (1211 T-2) là một tiểu hành tinh vành đai chính. Nó được đặt theo tên Teutoburg Forest in Germany.